# Prost AP03
A Prost AP03 egy Formula–1-es versenyautó, amelyet a Prost Grand Prix csapat tervezett és versenyeztetett a 2000-es Formula–1 világbajnokságban. Pilótái Jean Alesi és Nick Heidfeld voltak.

## Áttekintés
Ebben az idényben versenyzett utoljára a csapat a Peugeot motorjaival, miután az kivonult a sportágból (bár még két évig az Asiatech építette a motorokat a saját neve alatt). Ugyancsak ez volt az utolsó idény, amikor a Gauloises volt a csapat főszponzora, de érkeztek is újak, mint például a Yahoo!, vagy a Bic, az Agfa, és a Sodexho.
Az idény katasztrofálisan sikerült a csapat számára. Az autók lassúak és megbízhatatlanok voltak, csak a versenyek harmadán tudtak egyáltalán célbaérni. Mivel nem gyűjtöttek egyetlen pontot sem, ezért a bajnokságban is az utolsók lettek, mert még a Minardi is jobb eredményeket ért el náluk. Emiatt nem részesültek pénzösszegből az idény végén - ez és a sikertelenség miatt a szponzorok elszivárgása egy adósságspirálba lökte a csapatot, amely végül a megszűnésükhöz vezetett.
Már a szezon előtti teszteken sokat panaszkodtak a pilóták az autókra, főleg a kezelhetőségre és a tapadás hiányára. Heidfeldet kizárták az európai nagydíj időmérő edzése után, mert az autója a megengedett tömeg alatt volt. A monacói nagydíj után kirúgták Alan Jenkins technikai igazgatót is.
A problémák fő forrásaként Alain Prost a gyenge Peugeot-motort jelölte meg. Prostnak annyiban igaza volt, hogy az új A20-as kódjelű egységek nehezebbek lettek, mint a korábbiak, emiatt az autók hátsó része jóval nagyobb terhelést kapott. Válaszul a Peugeot váratlan és szokatlan módon közzétette a motorja csúcsteljesítményét a nyilvánosság számára, amit 792 lóerőben adott meg - ez az akkori viszonyok közt is kimondottan erősnek volt mondható. A csapat és a Peugeot közt elmérgesedő viszonynak az lett a vége, hogy a motorszállító az idény végén kiszállt.
Se Alesi, se Heidfeld nem tudott kimagasló eredményeket elérni, de azért voltak szép pillanataik. Például Monacóban Alesi nyolcadikként kvalifikált, Belgiumban pedig a negyedik helyen is haladt, míg ki nem esett. A francia nagydíjon egy balul sikerült boxutcai kiállást örökítettek meg a tévékamerák, miközben Prost kétségbeesetten csóválta a fejét. Az is előfordult, hogy a csapattársak összeütköztek, melyek közül a legnagyobb balesetet az osztrák nagydíjon okozták.

## Eredmények
| Év   | Csapat                  | Motor       | Gumik | Pilóták       | 1   | 2   | 3   | 4   | 5   | 6   | 7   | 8   | 9   | 10  | 11  | 12  | 13  | 14  | 15  | 16  | 17  | Pontok | Helyezés |
| ---- | ----------------------- | ----------- | ----- | ------------- | --- | --- | --- | --- | --- | --- | --- | --- | --- | --- | --- | --- | --- | --- | --- | --- | --- | ------ | -------- |
| 2000 | Gauloises Prost Peugeot | Peugeot A20 | B     |               | AUS | BRA | SMR | GBR | ESP | EUR | MON | CAN | FRA | AUT | GER | HUN | BEL | ITA | USA | JPN | MAL | 0      | -        |
| 2000 | Gauloises Prost Peugeot | Peugeot A20 | B     | Jean Alesi    | KI  | KI  | KI  | 10  | KI  | 9   | KI  | KI  | 14  | KI  | KI  | KI  | KI  | 12  | KI  | KI  | 11  | 0      | -        |
| 2000 | Gauloises Prost Peugeot | Peugeot A20 | B     | Nick Heidfeld | 9   | KI  | KI  | KI  | 16  | KIZ | 8   | KI  | 12  | KI  | 12† | KI  | KI  | KI  | 9   | KI  | KI  | 0      | -        |

† - nem fejezte be a futamot, de rangsorolták, mert teljesítette a versenytáv 90 százalékát